# Kératose séborrhéique

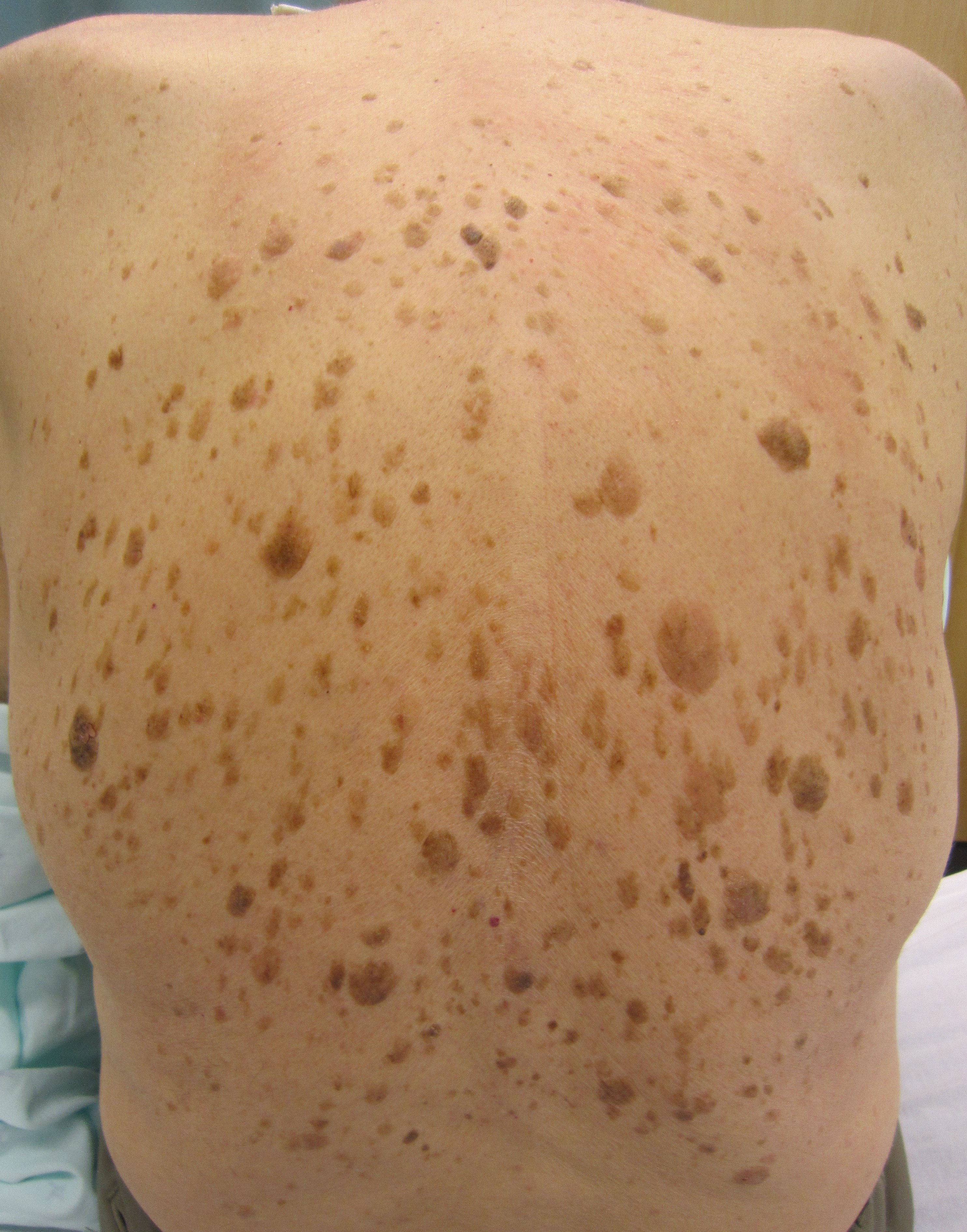
Kératose séborrhéique sur un dos humain

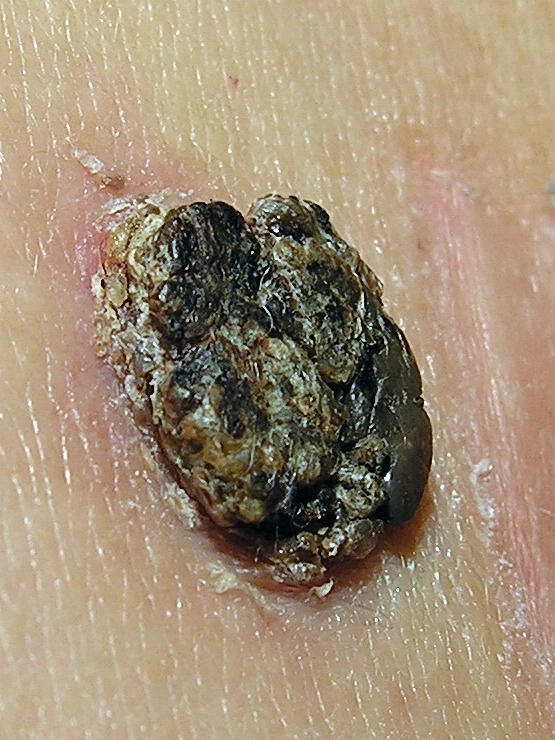
Gros plan d'une verrue séborrhéique.

La kératose séborrhéique est une affection dermatologique bénigne qui se traduit par la présence sur la peau de verrues séborrhéiques, des petites excroissances non cancéreuses de couleur brune. Elles sont très fréquentes chez les personnes d’âge moyen ou plus âgées.

## Caractéristiques
Elles peuvent être brunes ou noires et apparaitre sur le visage (et notamment les tempes), le cuir chevelu, le cou, le tronc, les bras ou les jambes, dans des zones de frottement.
Chez les personnes de peau foncée, ces excroissances peuvent être nombreuses sur les pommettes ; on parle parfois de « dermatose papuleuse noire ».
Liée à une sécrétion augmentée d'endothéline ET-1, leur cause première reste à déterminer,. Des mutations d'un gène, FGFR3, qui code un récepteur aux facteurs de croissance, sont retrouvées dans 40 % des cas.[réf. souhaitée]

## Traitement
Elles ne nécessitent pas de traitement sauf irritations ou démangeaisons mais peuvent être retirées simplement par :
- cryothérapie (azote liquide) ;
- électrodessication (bistouri électrique).